# Betty Compson
Pour les articles homonymes, voir Compson.
Betty Compson, née le 19 mars 1897 à Beaver (Utah) et morte le 18 avril 1974 à Glendale (Californie), est une actrice américaine qui a tourné dans des films muets et parlants.

## Biographie
Compson est née le 19 mars 1897, fille de Virgil et Mary (née Rauscher) Compson, à Beaver, dans l'Utah. Son père était ingénieur des mines, prospecteur d'or et propriétaire d'une épicerie, et sa mère était femme de ménage dans des maisons et dans un hôtel.
Compson est diplômée de la Salt Lake High School. Son père meurt alors qu'elle est encore jeune, et elle obtient à 16 ans un emploi de violoniste dans un théâtre de Salt Lake City.
C'est au cours d'une tournée qu'elle est remarquée par le producteur de comédies Al Christie avec qui elle signe un contrat. Son premier film muet, Wanted, a Leading Lady, est tourné en novembre 1915.
Elle tourne 25 films au cours de la seule année 1916, des courts métrages pour Christie, à l'exception d'un long métrage, Almost a Widow. Elle continue à tourner de nombreux courts métrages jusqu'au milieu de l'année 1918, date à laquelle, après un long apprentissage avec Christie, elle commence à tourner exclusivement des longs métrages. L'étoile de Compson commence à monter avec la sortie du long métrage The Miracle Man (1919) pour George Loane Tucker. La Paramount signe, avec l'aide de Tucker, un contrat de cinq ans avec Betty Compson.
Sa popularité lui permet de créer sa propre société de production, qui lui donne plus de contrôle sur les scénarios et le financement. Son premier film en tant que productrice est Prisoners of Love (1921). Elle y joue le rôle de Blanche Davis, une jeune fille née dans la richesse et maudite par sa beauté physique. Betty Compson choisit Art Rosson pour réaliser le film. L'histoire est tirée d'une œuvre de l'actrice et écrivaine Catherine Henry.
Après avoir terminé The Woman With Four Faces (1923), la Paramount refuse de lui offrir une augmentation et elle refuse de signer sans augmentation. Elle privilégie alors une signature avec une société cinématographique à Londres. Elle y joue dans une série de quatre films réalisés par le cinéaste anglais Graham Cutts.
De retour ensuite à Hollywood, elle joue dans The Enemy Sex, réalisé par James Cruze, ainsi que dans le film sonore The Great Gabbo en 1929, avec Eric von Stroheim. C'est son premier film sonore. Compson et Cruze se marient en 1925 et divorcent en 1929. Son contrat avec la Paramount n'est pas renouvelé et elle décide de travailler en free-lance, avec des studios à petit budget comme Columbia dans The Belle of Broadway et Chadwick dans The Ladybird. À cette époque, elle est proposée pour remplacer la difficile Greta Garbo dans le long métrage de la MGM Flesh and the Devil, face à John Gilbert. Elle travaille ensuite pour le studio avec Lon Chaney dans The Big City.
En 1928, elle apparaît dans un film parlant de la First National Pictures, The Barker. Son interprétation de Carrie, une fille de carnaval manipulatrice, lui vaut une nomination pour l'Oscar de la meilleure actrice. Dans Court-Martial, un film muet de 1928, elle devient la première actrice à incarner au cinéma Belle Starr, une hors-la-loi du Far West. La même année, elle apparaît dans le film de Josef von Sternberg, The Docks of New York, dans le rôle sympathique d'une prostituée suicidaire.
Ces films font renaître la popularité de Betty Compson, qui devient une actrice très sollicitée par le nouveau cinéma parlant. Bien qu'elle ne soit pas chanteuse, elle apparaît dans un certain nombre de comédies musicales dans lesquelles sa voix est doublée. Désormais divorcée de Cruze, la carrière de Compson continue de prospérer, jouant dans neuf films rien qu'en 1930. Cependant, son dernier succès se révèle être dans The Spoilers, aux côtés de Gary Cooper.
Elle ne parvient plus à s'imposer dans les castings et n'obtient des rôles que dans les studios modestes. Un film important dans lequel elle n'apparaît pas est Autant en emporte le vent ; bien qu'elle ait tourné un essai en Technicolor pour le rôle de Belle Watling, elle n'est pas retenue. En 1941, Betty Compson apparaît dans un petit rôle dans un film d'Alfred Hitchcock, Mr & Mrs Smith. La plupart de ses films ultérieurs sont des films à petit budget. Le dernier film de Compson est Here Comes Trouble (en) (1948). Après s'être retirée du cinéma, elle lance une ligne de produits cosmétiques et aide son mari à gérer une entreprise appelée Ashtrays Unlimited. Elle meurt le 18 avril 1974 à Glendale (Californie), à 77 ans.

## Filmographie

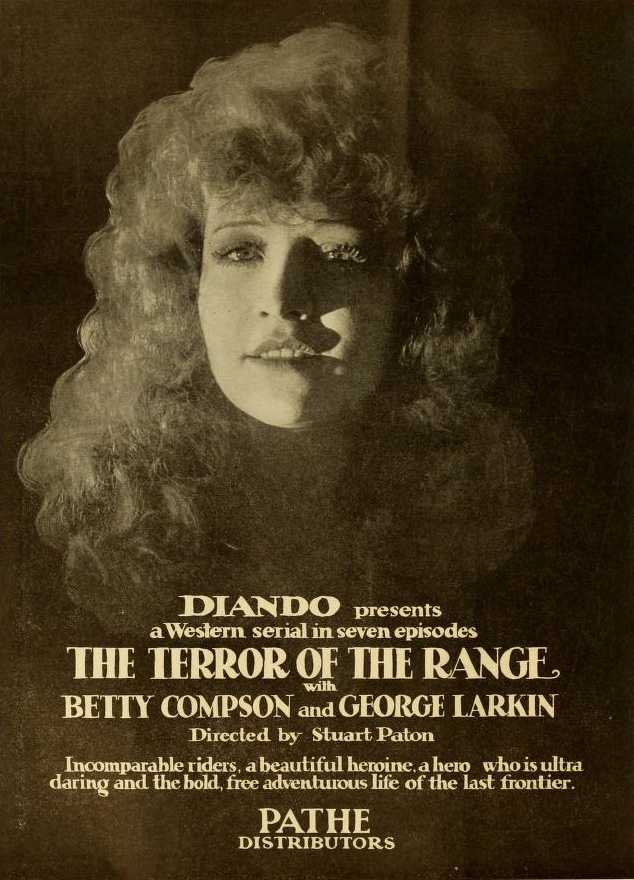
The Terror of The Range (1919)

### Années 1910
- 1915 : Wanted: A Leading Lady (en) d'Al Christie
- 1915 : Their Quiet Honeymoon (en) d'Al Christie
- 1915 : Where the Heather Blooms (en) d'Al Christie : Lady Mary
- 1915 : Love and a Savage (en) d'Al Christie
- 1915 : Some Chaperone (en) d'Al Christie
- 1916 : Jed's Trip to the Fair (en) d'Al Christie
- 1916 : Mingling Spirits (en) d'Al Christie
- 1916 : Her Steady Carfare (it) de Horace Davey (it)
- 1916 : A Quiet Supper for Four (it) d'Al Christie
- 1916 : When the Losers Won (it) d'Al Christie
- 1916 : Her Friend, the Doctor (it) d'Al Christie
- 1916 : Cupid Trims His Lordship
- 1916 : When Lizzie Disappeared
- 1916 : The Deacon's Waterloo
- 1916 : Love and Vaccination
- 1916 : A Friend, But a Star Boarder
- 1916 : The Janitor's Busy Day
- 1916 : He Almost Eloped
- 1916 : A Leap Year Tangle
- 1916 : Eddie's Night Out
- 1916 : The Newlyweds' Mix-Up
- 1916 : Lem's College Career
- 1916 : Potts Bungles Again
- 1916 : He's a Devil
- 1916 : Wooing of Aunt Jemima
- 1916 : Her Celluloid Hero
- 1916 : All Over a Stocking : La sténographe
- 1916 : Wanted: A Husband
- 1916 : Almost a Widow
- 1916 : The Browns See the Fair
- 1916 : His Baby
- 1916 : Inoculating Hubby
- 1916 : Those Primitive Days
- 1916 : He Wouldn't Tip
- 1916 : That Doggone Baby
- 1916 : The Making Over of Mother
- 1916 : He Loved the Ladies
- 1916 : When Clubs Were Trumps
- 1916 : Dad's Masterpiece
- 1916 : Nearly a Hero
- 1916 : A Brass-Buttoned Romance
- 1916 : Her Sun-Kissed Hero
- 1916 : Some Kid
- 1916 : Sea Nymphs
- 1916 : His at Six O'Clock
- 1916 : Cupid's Uppercut
- 1916 : Lovers and Lunatics
- 1917 : Her Crooked Career
- 1917 : Her Friend, the Chauffeur
- 1917 : Small Change
- 1917 : Hubby's Night Out
- 1917 : Out for the Coin
- 1917 : As Luck Would Have It
- 1917 : Sauce for the Goose (it) d'Al Christie
- 1917 : Father's Bright Idea
- 1917 : His Last Pill
- 1917 : Those Wedding Bells
- 1917 : Almost a Scandal
- 1917 : A Bold, Bad Knight
- 1917 : Five Little Widows
- 1917 : Down by the Sea
- 1917 : Won in a Cabaret
- 1917 : A Smoky Love Affair
- 1917 : Crazy by Proxy
- 1917 : Betty's Big Idea
- 1917 : Almost a Bigamist
- 1917 : Love and Locksmiths
- 1917 : Nearly a Papa
- 1917 : Almost Divorced
- 1917 : Betty Makes Up
- 1917 : Their Seaside Tangle
- 1917 : Help! Help! Police!
- 1917 : Cupid's Camouflage
- 1918 : Many a Slip
- 1918 : Whose Wife?
- 1918 : In the Dark
- 1918 : Circumstantial Evidence
- 1918 : Somebody's Baby
- 1918 : Betty's Adventure
- 1918 : Never Surprise Your Wife
- 1918 : All Dressed Up
- 1918 : Border Raiders : Rose Hardy
- 1918 : Fatty shérif (The Sheriff), de Roscoe Arbuckle : l'institutrice
- 1919 : Terror of the Range
- 1919 : The Prodigal Liar : Hope Deering
- 1919 : The Light of Victory : Jane Ravenslee
- 1919 : The Little Diplomat : Phyllis Dare
- 1919 : The Devil's Trail : Rose
- 1919 : The Miracle Man : Rose

### Années 1920

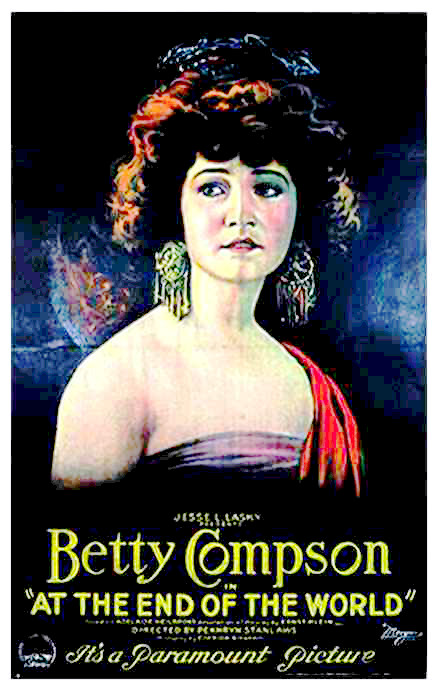
Affiche du film At the End of the World (1921)

- 1921 : Prisoners of Love : Blanche Davis
- 1921 : For Those We Love : Bernice Arnold
- 1921 : At the End of the World : Cherry O'Day
- 1921 : Ladies Must Live : Christine Bleeker
- 1921 : The Little Minister : Lady Babbie
- 1922 : The Law and the Woman : Margaret Rolfe
- 1922 : L'Émeraude fatale (The Green Temptation) de William Desmond Taylor : Joan / Genelle / Coralyn Parker
- 1922 : Over the Border (en) de Penrhyn Stanlaws : Jen Galbraith
- 1922 : Always the Woman : Celia Thaxter
- 1922 : The Bonded Woman : Angela Gaskell
- 1922 : Le Favori d'un Roi (To Have and to Hold) : Lady Jocelyn Leigh
- 1922 : Kick In : Molly Brandon
- 1923 : La Danseuse blessée (Woman to Woman), de Graham Cutts : Louise Boucher / Deloryse
- 1923 : The White Shadow : Nancy Brent / Georgina Brent
- 1923 : The Royal Oak : Lady Mildred Cholmondeley
- 1923 : The White Flower : Konia Markham
- 1923 : Cruel Sacrifice (The Rustle of Silk) : Lala De Breeze
- 1923 : The Woman with Four Faces : Elizabeth West
- 1924 : The Stranger : Peggy Bowlin
- 1924 : Miami : Joan Bruce
- 1924 : The Prude's Fall de Graham Cutts
- 1924 : The Enemy Sex (en) de James Cruze : Dodo Baxter
- 1924 : Ramshackle House : Pen Broome
- 1924 : La Fille de la brousse (The Female) : Dalla
- 1924 : The Fast Set : Margaret Stone
- 1924 : The Garden of Weeds  de James Cruze : Dorothy Delbridge
- 1925 : Locked Doors de William C. de Mille : Mary Reed Carter
- 1925 : New Lives for Old de Clarence G. Badger : Olympe
- 1925 : Domination (Eve's Secret) de Clarence G. Badger : Eve
- 1925 : Beggar on Horseback : Princess in Pantomime
- 1925 : Le Mystérieux Raymond (Paths to Paradise) de Clarence G. Badger : Molly
- 1925 : The Pony Express : Molly Jones
- 1925 : Counsel for the Defense : Katherine West
- 1926 : The Palace of Pleasure : Lola Montez
- 1926 : The Wise Guy : Hula Kate
- 1926 : The Belle of Broadway : Marie Duval
- 1927 : The Ladybird : Diane Wyman
- 1927 : Say It with Diamonds : Betty Howard
- 1927 : Temptations of a Shop Girl : Ruth Harrington
- 1927 : Cheating Cheaters : Nan Carey
- 1928 : L'Implacable Destin (Love Me and the World Is Mine) de Ewald André Dupont : Mitzel
- 1928 : Le Loup de soie noire (The Big City) de Tod Browning : Helen
- 1928 : La Fiancée du désert (The Desert Bride) de Walter Lang : Diane Duval
- 1928 : Masked Angel : Betty
- 1928 : Life's Mockery : Kit Miller / Isabelle Fullerton
- 1928 : Court-Martial : Belle Starr
- 1928 : Les Damnés de l'océan (The Docks of New York) de Josef von Sternberg : Mae
- 1928 : Forains (The Barker) de George Fitzmaurice : Carrie
- 1928 : La Danseuse captive (Scarlet Seas) de John Francis Dillon : Rose
- 1929 : Le Torrent fatal (Weary River) de Frank Lloyd : Alice Gray
- 1929 : La Revue en folie (On with the Show!) d'Alan Crosland : Nita French
- 1929 : The Time, the Place and the Girl (en) : Doris Ward
- 1929 : Street Girl : Frederika Joyzelle
- 1929 : L'Homme aux deux visages (Skin Deep) de Ray Enright  : Sadie Rogers
- 1929 : Gabbo le ventriloque (The Great Gabbo) de James Cruze : Mary
- 1929 : Woman to Woman (en) de Victor Saville : Deloryce / Lola
- 1929 : The Show of Shows de John G. Adolfi : The Pirate Number
- 1929 : Blaze o' Glory : Helen Williams

### Années 1930
- 1930 : The Case of Sergeant Grischa de Herbert Brenon : Babka
- 1930 : Isle of Escape (en) de Howard Bretherton : Stella
- 1930 : Those Who Dance (en) : Kitty
- 1930 : The Czar of Broadway : Connie Colton
- 1930 : Midnight Mystery : Sally Wayne
- 1930 : Inside the Lines : Jane Gershon
- 1930 : The Spoilers : Cherry Malotte
- 1930 : She Got What She Wanted (en) : Mahyna
- 1930 : The Boudoir Diplomat : Helene
- 1931 : Woman Pursued
- 1931 : The Lady Refuses : June
- 1931 : The Virtuous Husband : Inez Wakefield
- 1931 : Three Who Loved : Helga Larson Hanson
- 1931 : The Gay Diplomat : baronne Alma Corri
- 1931 : Hollywood Halfbacks
- 1932 : The Silver Lining d'Alan Crosland : Kate Flynn
- 1932 : Guilty or Not Guilty : Maizie
- 1933 : West of Singapore : Lou
- 1933 : Destination inconnue (Destination Unknown) de Tay Garnett : Ruby Smith
- 1933 : Notorious but Nice : Millie Sprague
- 1934 : No Sleep on the Deep
- 1935 : Manhattan Butterfly
- 1935 : False Pretenses (en) de Charles Lamont : Clarissa Stanhope
- 1936 : August Weekend : Ethel Ames
- 1936 : Laughing Irish Eyes : Molly
- 1936 : The Millionaire Kid (en) de Bernard B. Ray : Gloria Neville
- 1936 : The Drag-Net : Molly Cole
- 1936 : Hollywood Boulevard de Robert Florey : Betty
- 1936 : Bulldog Edition : Billie Blake, aka Aggie, Enright's Moll
- 1936 : Killer at Large, de David Selman : Kate
- 1937 : Circus Girl : Carlotta
- 1937 : God's Country and the Man (en) de John P. McCarthy : Roxey Moore
- 1937 : Two Minutes to Play : Fluff Harding
- 1937 : Federal Bullets : Sue, Gang Moll
- 1938 : Blondes at Work : Blanche Revelle
- 1938 : Port of Missing Girls : Chicago
- 1938 : Un meurtre sans importance de Lloyd Bacon : Loretta
- 1938 : Torchy Blane in Panama : Kitty, Gomez's Moll
- 1938 : Two Gun Justice : Kate
- 1938 : The Beloved Brat : Eleanor Sparks
- 1938 : Religious Racketeers : Ada Bernard
- 1938 : Trois du cirque (Under the Big Top) de Karl Brown : Marie
- 1939 : Hotel Imperial : Soubrette
- 1939 : They Asked for It
- 1939 : Édition de minuit (News Is Made at Night) de Alfred L. Werker  : Kitty Truman
- 1939 : Cowboys from Texas : Belle Starkey

### Années 1940
- 1940 : Cafe Hostess de Sidney Salkow : Hôtesse d'accueil
- 1940 : Le Cargo maudit (Strange Cargo), de Frank Borzage : Suzanne
- 1940 : Mad Youth de Melville Shyer : Lucy Morgan
- 1940 : Laughing at Danger (en) de Howard Bretherton : Mrs. Van Horn
- 1941 : Escort Girl de Edward Kaye : Ruth Ashley
- 1941 : The Watchman Takes a Wife
- 1941 : Joies matrimoniales (Mr. & Mrs. Smith), d'Alfred Hitchcock : Gertie
- 1941 : Roar of the Press de Phil Rosen : Thelma Tate
- 1941 : Le Fantôme invisible (Invisible Ghost) de Joseph H. Lewis : Mme Kessler
- 1941 : Zis Boom Bah de William Nigh : Mame
- 1943 : Danger! Women at Work de Sam Newfield : Madame Sapho
- 1946 : Claudia and David de Walter Lang
- 1946 : Her Adventurous Night de John Rawlins : Miss Spencer
- 1947 : Hard Boiled Mahoney de William Beaudine : Selena Webster
- 1947 : Second Chance de James Tinling : Mrs. Davenport
- 1948 : Here Comes Trouble (en) de Fred Guiol : Martha Blake

## Crédit d'auteurs
- (en) Cet article est partiellement ou en totalité issu de l’article de Wikipédia en anglais intitulé « Betty Compson » (voir la liste des auteurs).